# Loris Capirossi
Loris Capirossi (Castel San Pietro Terme, Italija, 4. travnja 1973.) je talijanski sportski motociklist, najpoznatiji po natjecanju u Svjetskom prvenstvu u motociklizmu gdje je osvojio, u klasama 125cc i 250cc, 3 naslova svjetskog prvaka. 